# Cryptocephalus quatuordecimmaculatus
Cryptocephalus quatuordecimmaculatus – gatunek z rzędu chrząszczy z rodziny stonkowatych (Chrysomelidae). Gatunek po raz pierwszy został naukowo opisany w 1792 roku przez Schneidera.